# Malá Bystřice
Malá Bystřice är en ort i Tjeckien.   Den ligger i regionen Zlín, i den östra delen av landet, 270 km öster om huvudstaden Prag. Malá Bystřice ligger 408 meter över havet och antalet invånare är 344.
Terrängen runt Malá Bystřice är lite kuperad. Runt Malá Bystřice är det tätbefolkat, med 459 invånare per kvadratkilometer. Närmaste större samhälle är Vsetín, 8,7 km söder om Malá Bystřice. I omgivningarna runt Malá Bystřice växer i huvudsak blandskog.